# Clásicos Canarios de Automóviles
Clásicos Canarios de Automóviles S.A., kurz CCA, war ein spanischer Hersteller von Automobilen.

## Unternehmensgeschichte
Das Unternehmen aus Las Palmas de Gran Canaria ist das Nachfolgeunternehmen der Compañía Balear de Automóviles und begann 1986 mit der Produktion von Automobilen. 1987 endete die Produktion.

## Fahrzeuge
Das Unternehmen stellte Fahrzeuge her, die auf Fahrgestellen von Citroën basierten. Es gab die Modelle Condesa, Pick-up und Duquesa. Der Duquesa hatte eine Karosserie aus Kunststoff und wurde für umgerechnet 15.000 DM angeboten.